# 植田道雄
植田 道雄（うえだ みちお、1931年3月15日 - 2024年4月25日）は、日本の実業家。四国化工機株式会社名誉会長。創業者。

## 来歴
兵庫県生まれ。近畿大学理工学部卒業。1961年ステンレスを主材料とした化学、食品産業向けタンク装置の設計・製造・販売を主業務として四国化工機株式会社を創業する。代表取締役社長となり、四国化工機株式会社を液体食品の充填機製造のトップメーカーに育てる。また、豆腐をはじめとする大豆加工食品の製造事業を行っており、全国有数の豆腐製造メーカーでもある。1996年代表取締役会長に就任、取締役名誉会長に就任する。

## 叙勲
- 1992年4月  黄綬褒章
- 2003年4月  勲四等瑞宝章